# Up with the Birds
«Up with the Birds» és una cançó de la banda britànica Coldplay llançada com a cinquè senzill de l'àlbum Mylo Xyloto. El 21 d'abril de 2012 van llançar una edició limitada en format de vinil de 7", coincidint amb el Record Store Day. Van llançar una remesa d'unes 2000 unitats distribuïdes per diversos països com Estats Units, Regne Unit o França. Inclou samples de «Driven by You» (1991) del músic anglès Brian May, i una interpolació lírica d'«Anthem», del músic canadenc Leonard Cohen.

## Llista de cançons
| 1. | «Up with the Birds» (7" edit) | 3:48 |
| 2. | «U.F.O.» (7" edit)            | 2:17 |